# Arrondissement de Saint-Louis-du-Nord
L’Arrondissement de Saint-Louis-du-Nord est un arrondissement d'Haïti, subdivision du département du Nord-Ouest. Il a été créé autour de la ville de Saint-Louis-du-Nord qui est aujourd'hui son chef-lieu. Il était peuplé par 133 288 habitants en 2009.
L'arrondissement ne regroupe que deux communes :
- Saint-Louis-du-Nord
- Anse-à-Foleur